# كينيث فرينش
كينيث فرينش (بالإنجليزية: Kenneth French) هو اقتصادي أمريكي، ولد في 10 مارس 1954 في فرانكلين في الولايات المتحدة.